# Mariä Himmelfahrt (Walleshausen)

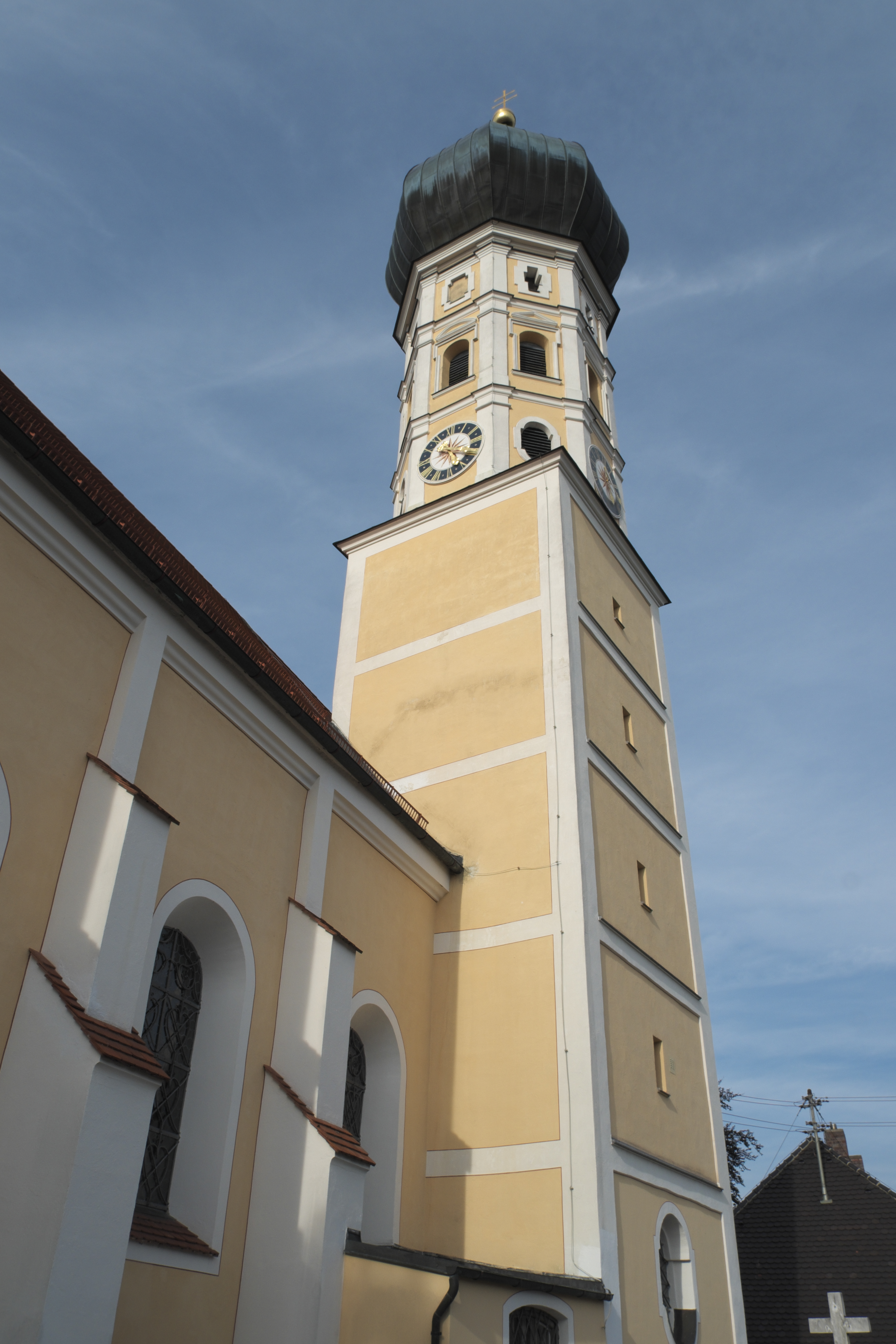
Pfarrkirche Mariä Himmelfahrt in Walleshausen

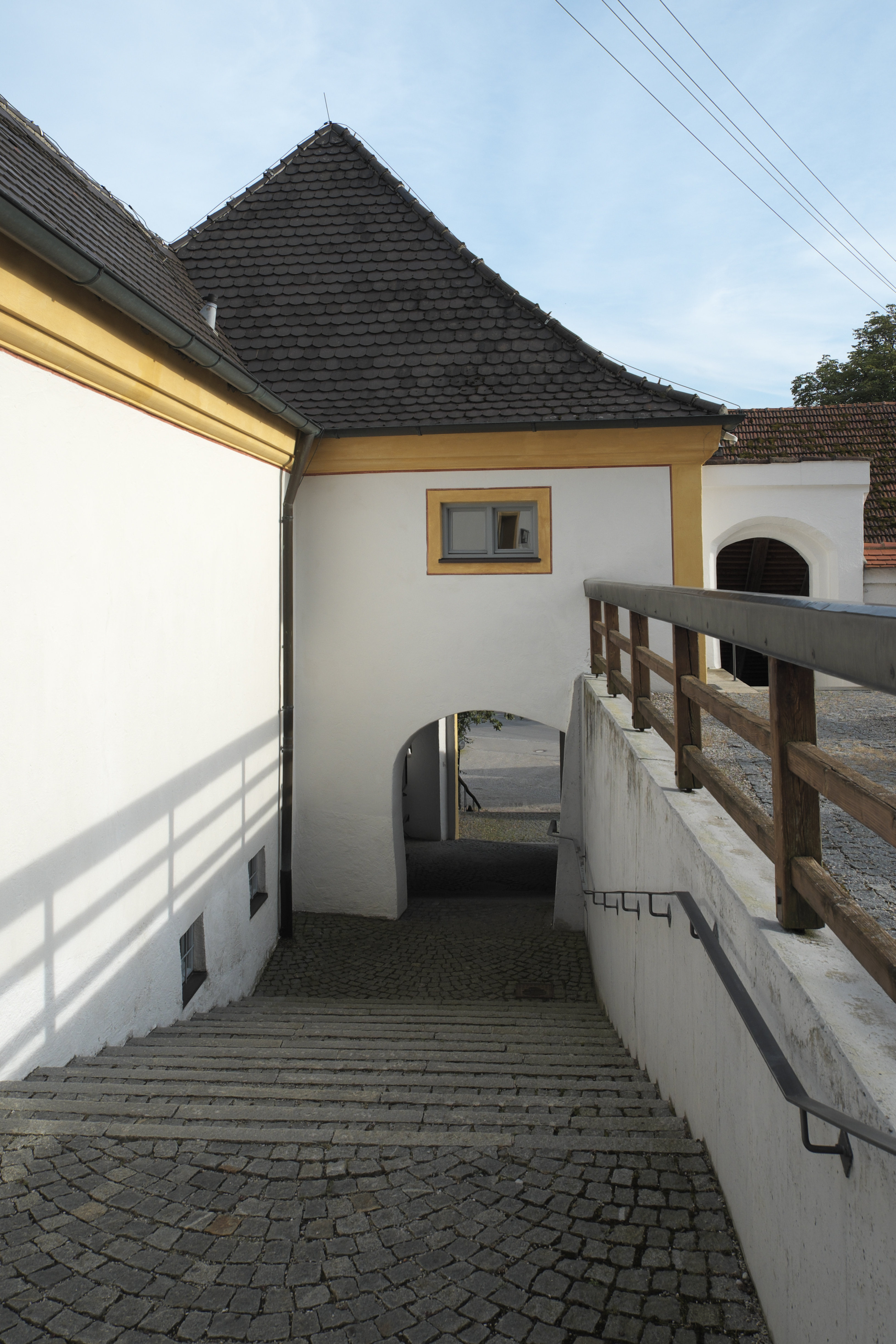
Torhaus und Treppenaufgang

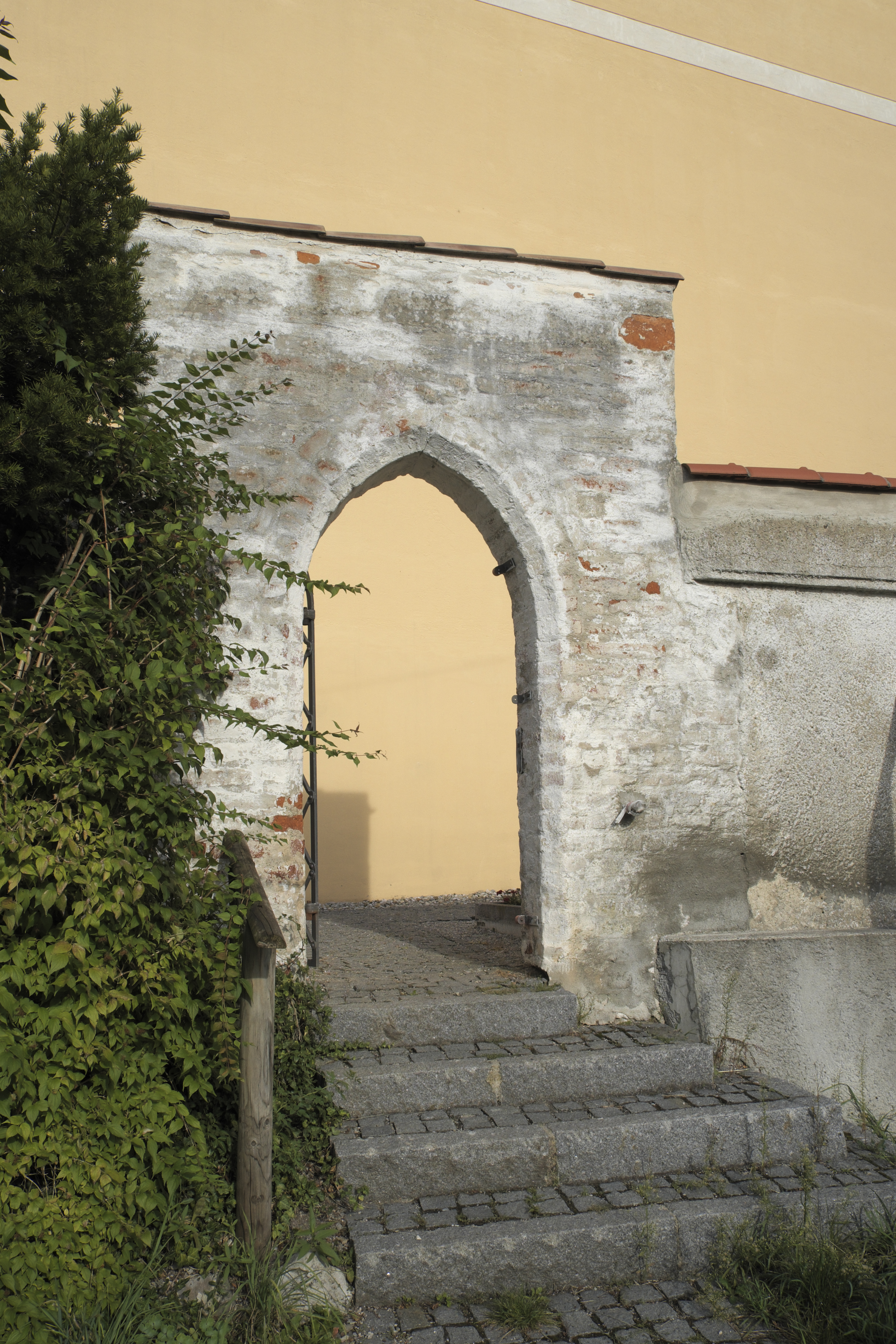
Pforte der gotischen Friedhofsmauer

Die katholische Pfarrkirche Mariä Himmelfahrt in Walleshausen, einem Ortsteil der Gemeinde Geltendorf im oberbayerischen Landkreis Landsberg am Lech, wurde in der zweiten Hälfte des 15. Jahrhunderts auf den Grundmauern eines romanischen Vorgängerbaus errichtet.  Die Kirche ist umfasst von einer gotischen Friedhofsbefestigung. Vermutlich seit dem 16. Jahrhundert war die Kirche Ziel einer Wallfahrt. Im 17. und 18. Jahrhundert wurde die Kirche im Stil des Barock und Rokoko neu gestaltet.

## Geschichte
Die Pfarrkirche Mariä Himmelfahrt geht auf einen romanischen Kirchenbau zurück, der in einem Ablassbrief aus dem Jahr 1344 als „Ecclesia Sanctae Mariae“ bezeichnet wird. Von dieser ursprünglichen Chorturmkirche ist noch der Unterbau des Turms erhalten. Nach der Inkorporation der Pfarrei in das Augustiner-Chorherrenstift von Polling in der Mitte des 15. Jahrhunderts begann man mit dem gotischen Neubau der Kirche, im Jahr 1466 fand die Grundsteinlegung statt. Ende des 17. Jahrhunderts erfolgte die Barockisierung der Kirche. Im Jahr 1695 errichtete man, vermutlich unter der Leitung von Michael Natter, das Turmoktogon. 1732 wurde mit der Umgestaltung des Innenraums im Stil des frühen Rokoko begonnen. Die Stuckierung übernahm Franz Xaver Feuchtmayer, einer der bekanntesten Künstler der Wessobrunner Schule. Die Fresken wurden von Johann Georg Wolcker ausgeführt.

## Wallfahrt
Im 16. Jahrhundert setzte vermutlich die Wallfahrt zu einer Figur der Büßerin Maria Magdalena ein, die ein Teilnehmer am Krieg gegen die Türken aus Ungarn mitgebracht hatte. Mit der Wallfahrt konnte ein vollkommener Ablass erwirkt werden. Die nicht mehr erhaltene Skulptur der Magdalena war mit der Jahreszahl 1518 bezeichnet und stellte die Heilige nur mit ihrem körperlangen Haar bekleidet dar.

## Architektur

### Außenbau

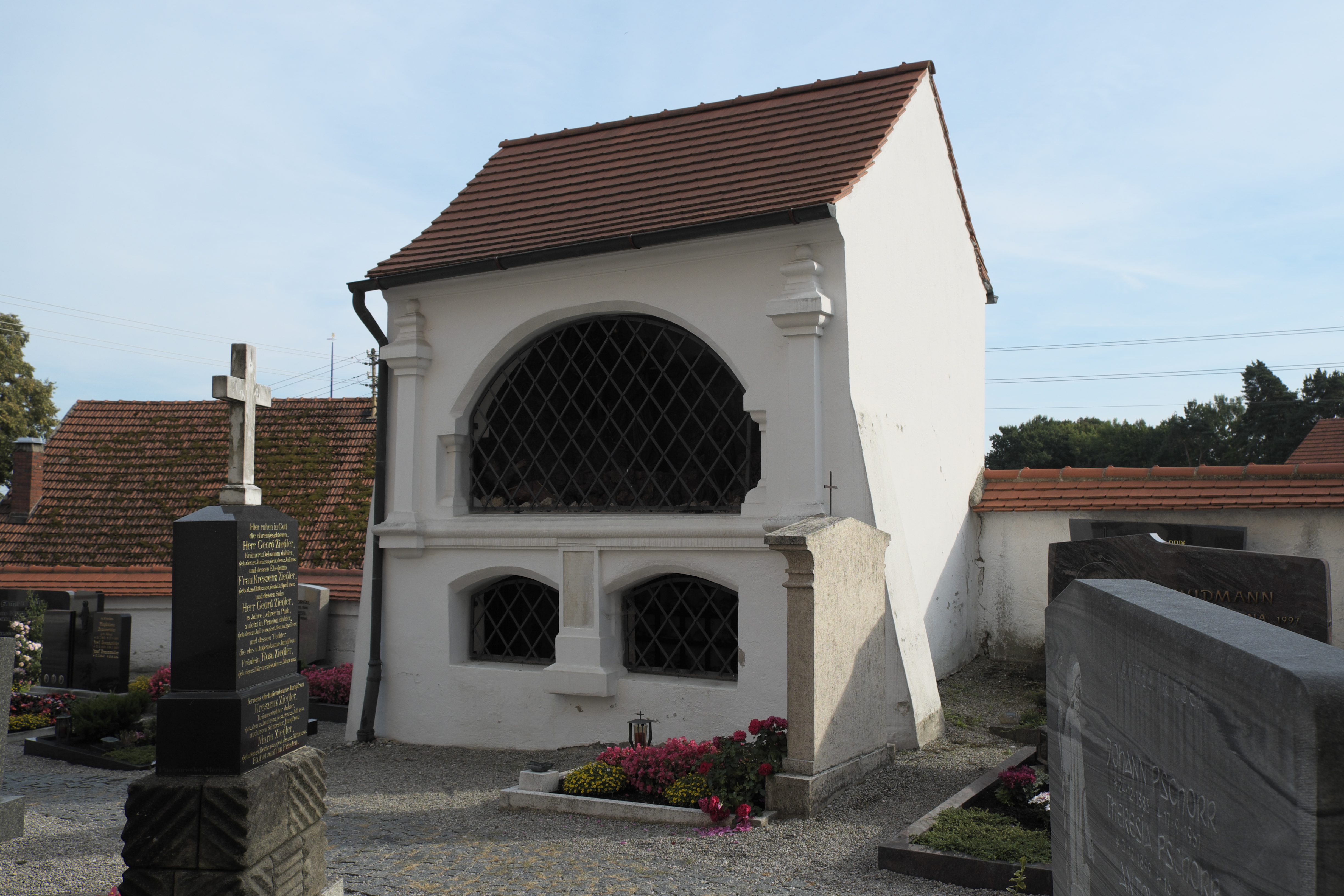
Beinhaus

Die Kirche liegt inmitten eines Friedhofs, der von einer gotischen Wehranlage umgeben ist. Im Süden führt ein ursprünglich überdachter Treppenaufgang zu einem Torhaus, im Westen ist eine spitzbogige Pforte erhalten. Noch auf die Zeit vor dem Bau der gotischen Kirche geht das Beinhaus zurück, das 1453 errichtet wurde. In seinem oberen Teil ist eine Ölbergkapelle mit barocken Skulpturen von Heinrich Hagn und mehrfach erneuerten Wandmalereien eingerichtet.
Im südlichen Chorwinkel der Kirche erhebt sich der mit einer Zwiebelhaube gedeckte Glockenturm. Der dreigeschossige, oktogonale Aufbau wird durch Eckpilaster verstärkt und ist von zahlreichen Klangarkaden durchbrochen. Das Langhaus wird außen durch gestufte Strebepfeiler gegliedert.

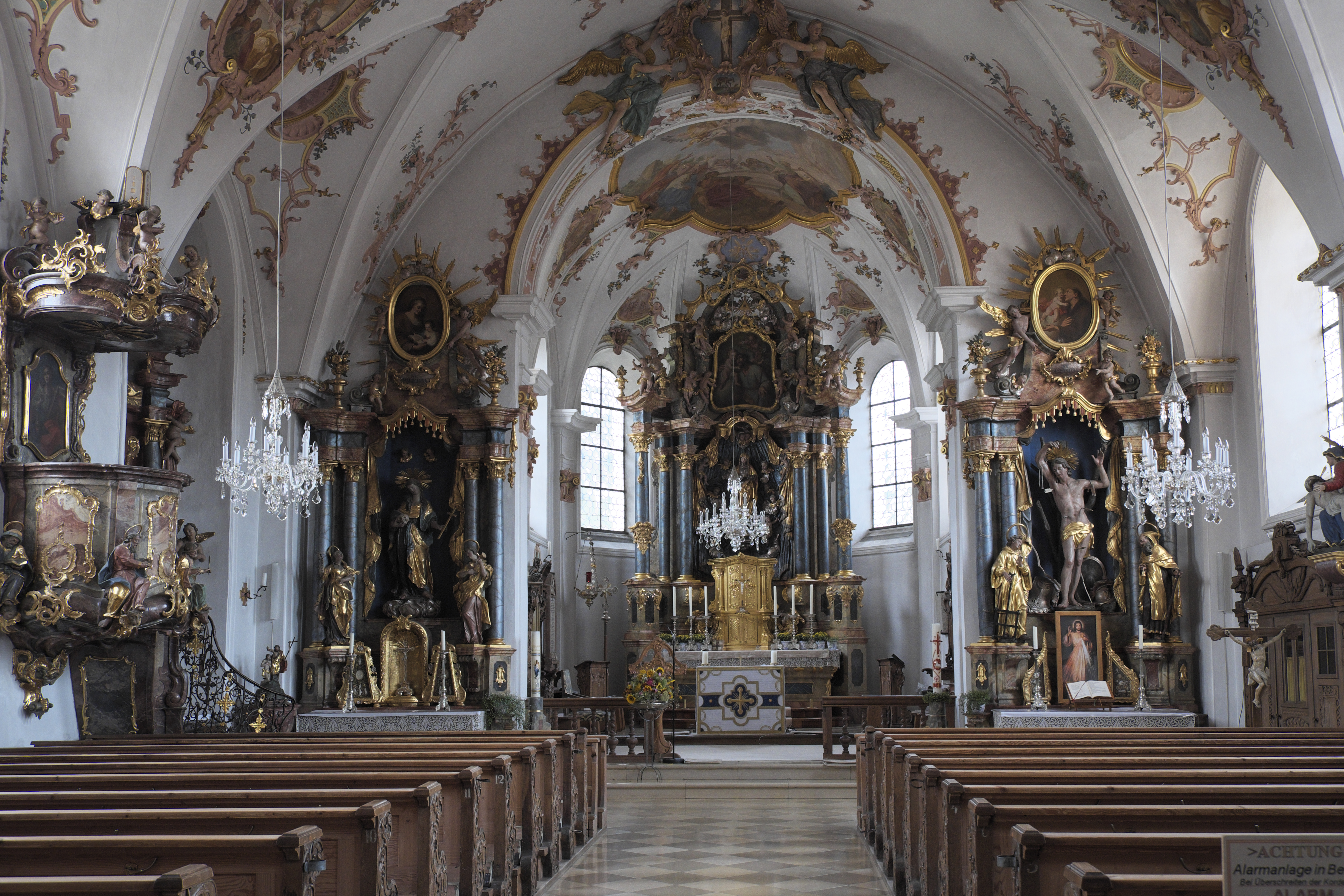
Innenraum

### Innenraum
Der einschiffige Innenraum wird von einer Stichkappentonne gedeckt. Die vier Joche des Langhauses ruhen auf kräftigen, profilierten Pilastern. Ein weiter Rundbogen öffnet sich zum eingezogenen Chor, der mit einem Fünfachtelschluss schließt.

## Stuck

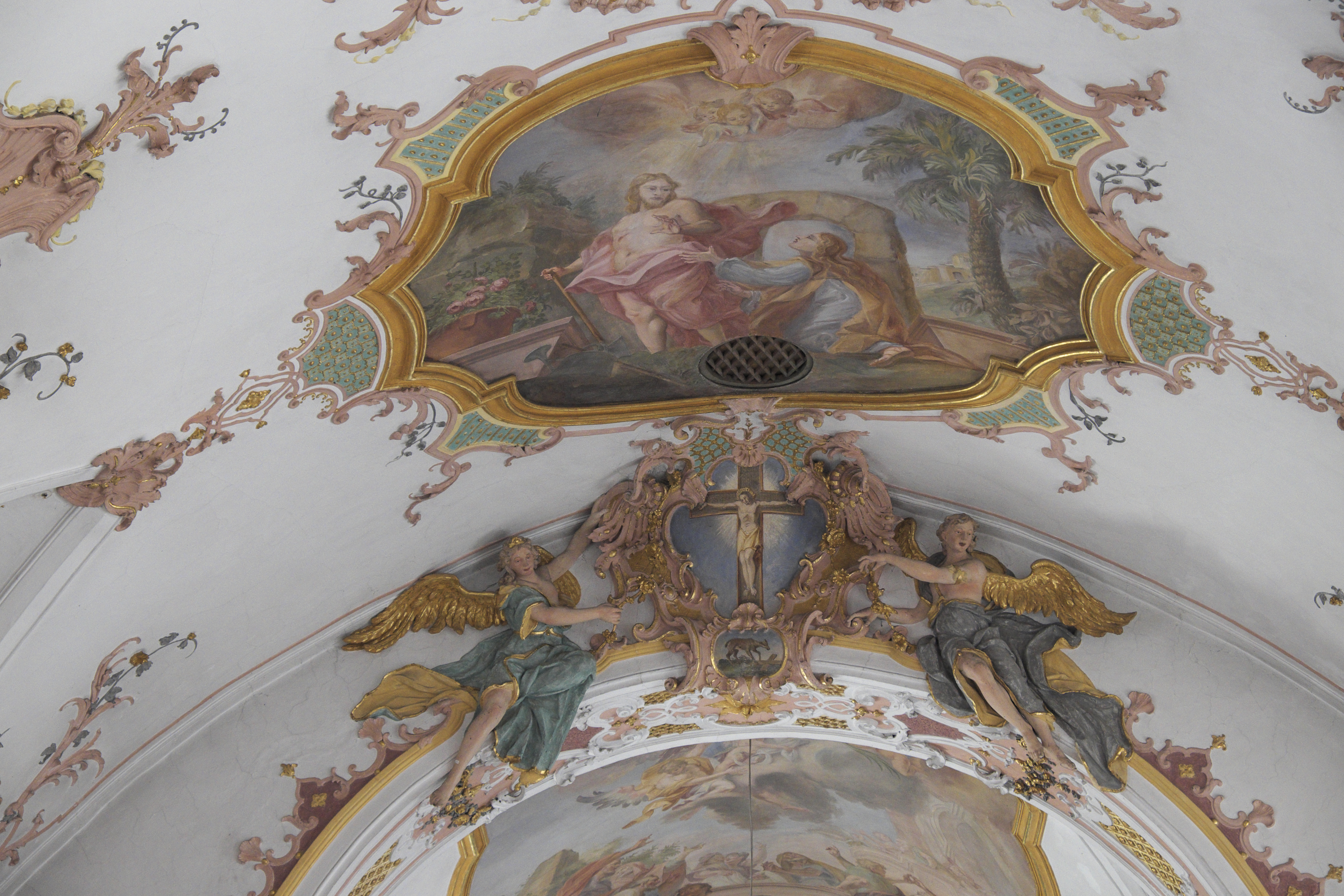
Wappen des Klosters Polling am Chorbogen

Am Chorbogen halten zwei Engel eine doppelte Stuckkartusche, die auf die Gründungslegende des Klosters Polling verweist, zu dem die Pfarrei Walleshausen ab der Mitte des 15. Jahrhunderts gehört hatte. In der oberen Kartusche ist das Tassilo-Kreuz dargestellt, in der unteren eine Hirschkuh. Beide Darstellungen erinnern an den bayerischen Herzog Tassilo III., den legendären Gründer des Klosters, der nach der Überlieferung bei der Jagd eine Hirschkuh verfolgt hatte, die an der Stelle, wo später das Kloster errichtet wurde, ein Kreuz aus dem Boden gescharrt haben soll.
Ein reicher Stuckdekor aus Bandelwerk, vergoldetem Gitterwerk auf grünem Grund, Blatt- und Blütenranken umgibt die Bildfelder. Grüne Blattranken mit vergoldeten Blüten sprießen aus den Stuckrahmen hervor. Die Langhausdecke schmücken auch Putten und in Wolken gehüllte Engelsköpfe.

## Deckenfresken

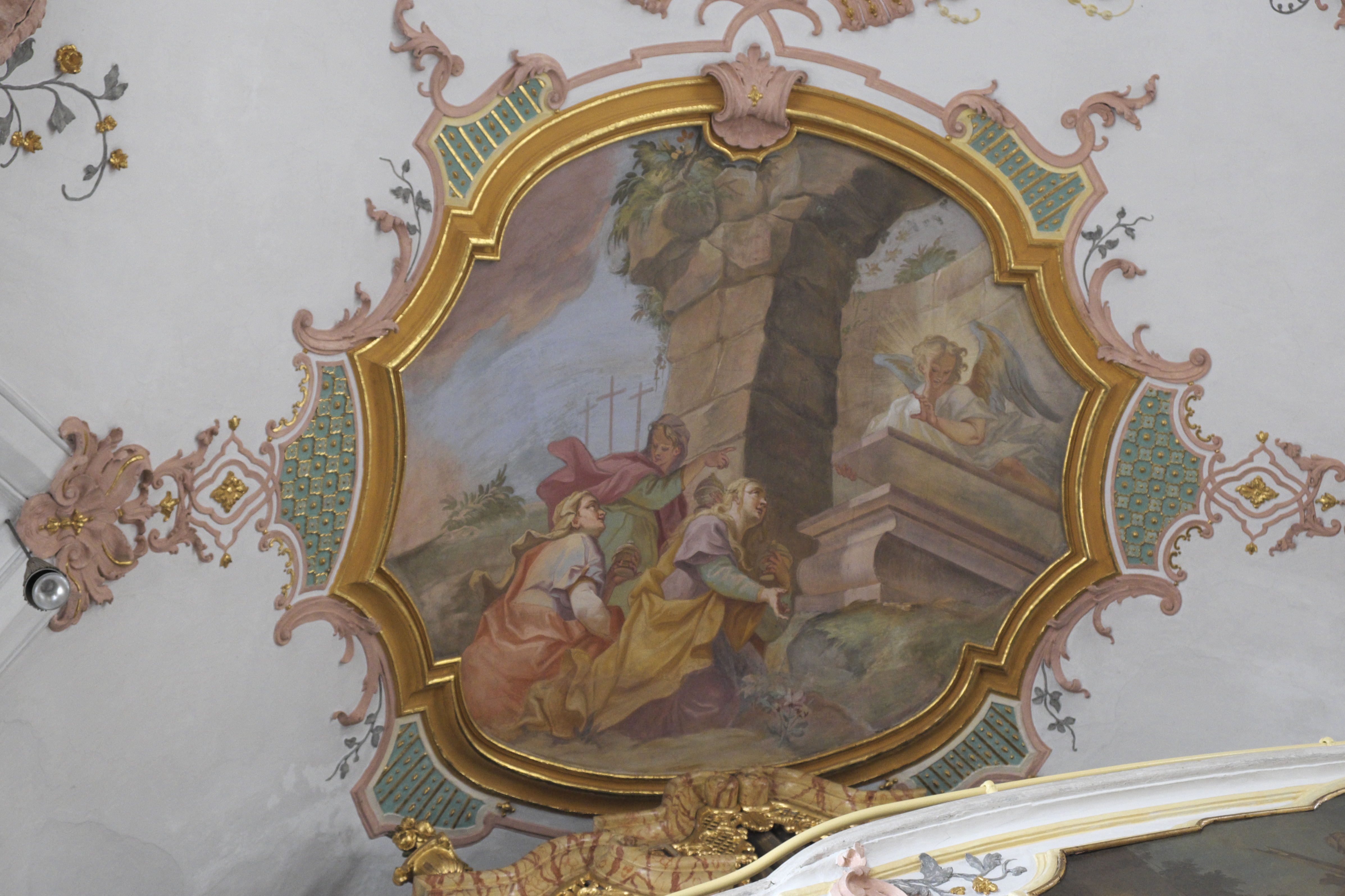
Frauen am leeren Grab

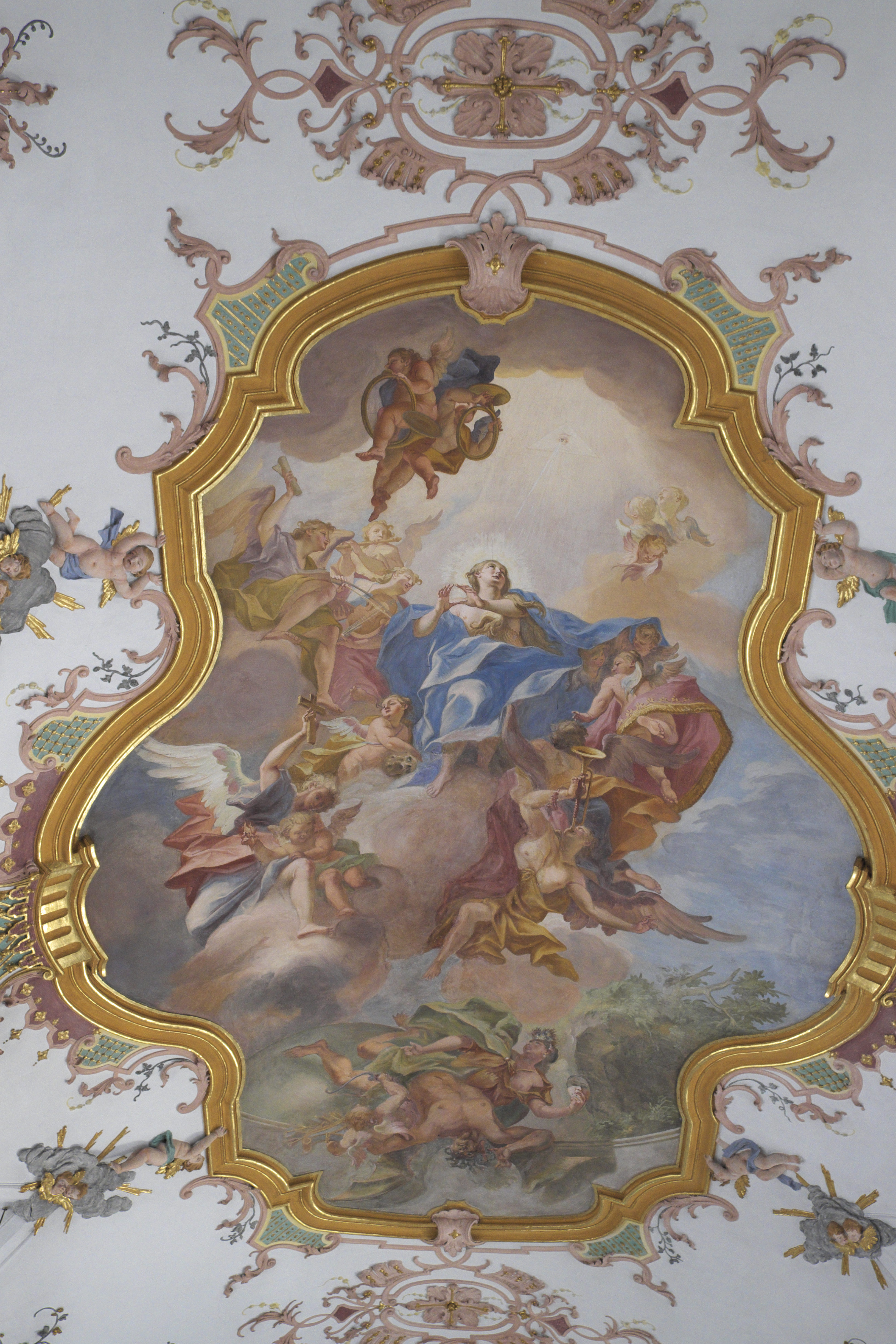
Maria Magdalena

Die Deckenfresken im Chor sind Maria gewidmet. Das Hauptbild trägt die Signatur des Malers „J. G. Wolcker Aug. pinx.“ (Johann Georg Wolcker Augustanus malte es) und stellt die Himmelfahrt Mariens dar. Auch die beiden farbigen Kartuschenfresken und die Bilder der Stichkappen in Camaïeu-Technik nehmen Bezug zur Marienverehrung.
Die Fresken im Langhaus stehen im Zusammenhang mit der Wallfahrt und der Verehrung der Maria Magdalena, der Nebenpatronin der Kirche. Die großen Deckenbilder stellen über der Empore die Frauen am leeren Grab und die Begegnung Maria Magdalenas mit dem Auferstandenen (Noli me tangere) dar.
Auf dem zentralen Deckenfresko wird Maria Magdalena, von musizierenden Engeln begleitet, in den Himmel aufgenommen, der am oberen Bildrand durch das Auge Gottes symbolisiert wird. Maria Magdalena ist in einen weiten, blauen Umhang gehüllt, ihr Körper wird nur von ihren Haaren bedeckt. Auf der linken unteren Bildhälfte sind ihre Attribute, der Totenschädel und das Kreuz, dargestellt. Am unteren Bildrand erkennt man drei ineinander verschlungenene Figuren. Ein Putto mit Pfeil und Bogen versinnbildlicht die amor carnalis, die fleischliche Liebe, die nackte Männerfigur mit Drachenflügeln und Krallenfüßen stellt den Teufel dar und die kostbar gekleidete Frau verkörpert durch ihre Pfauenfeder auf dem Kopf das Laster des Hochmuts, mit ihrem Schmuck die Eitelkeit und durch die Maske, die sie in der Hand hält, die Falschheit.
Die sechs Kartuschenbilder enthalten Szenen der Begegnung Maria Magdalenas mit Jesus. In der ersten Szene lauscht Maria Magdalena, vornehm gekleidet, der Predigt Jesu. Das nächste Bild schildert das Gastmahl bei Simon dem Pharisäer, bei dem Maria Magdalena Jesus die Füße mit ihren Haaren trocknet. In einer weiteren Szene ist Jesus zu Gast bei Maria Magdalena und Martha. Maria Magdalena lauscht den Worten Jesu, während Martha sich in der Küche betätigt. Für ihren Tadel an Maria Magdalena wird Martha von Jesus gerügt. In einer anderen Szene wird die Auferweckung des Lazarus dargestellt. Ein Bild zeigt Maria Magdalena, wie sie über dem Haupt Jesu Salböl ausgießt. Auf der letzten Szene steht Maria Magdalena am Fuße des Kreuzes.
Die monochromen Bilder in Camaïeu-Technik in den Stichkappen sind emblematische Darstellungen zum Thema Buße.

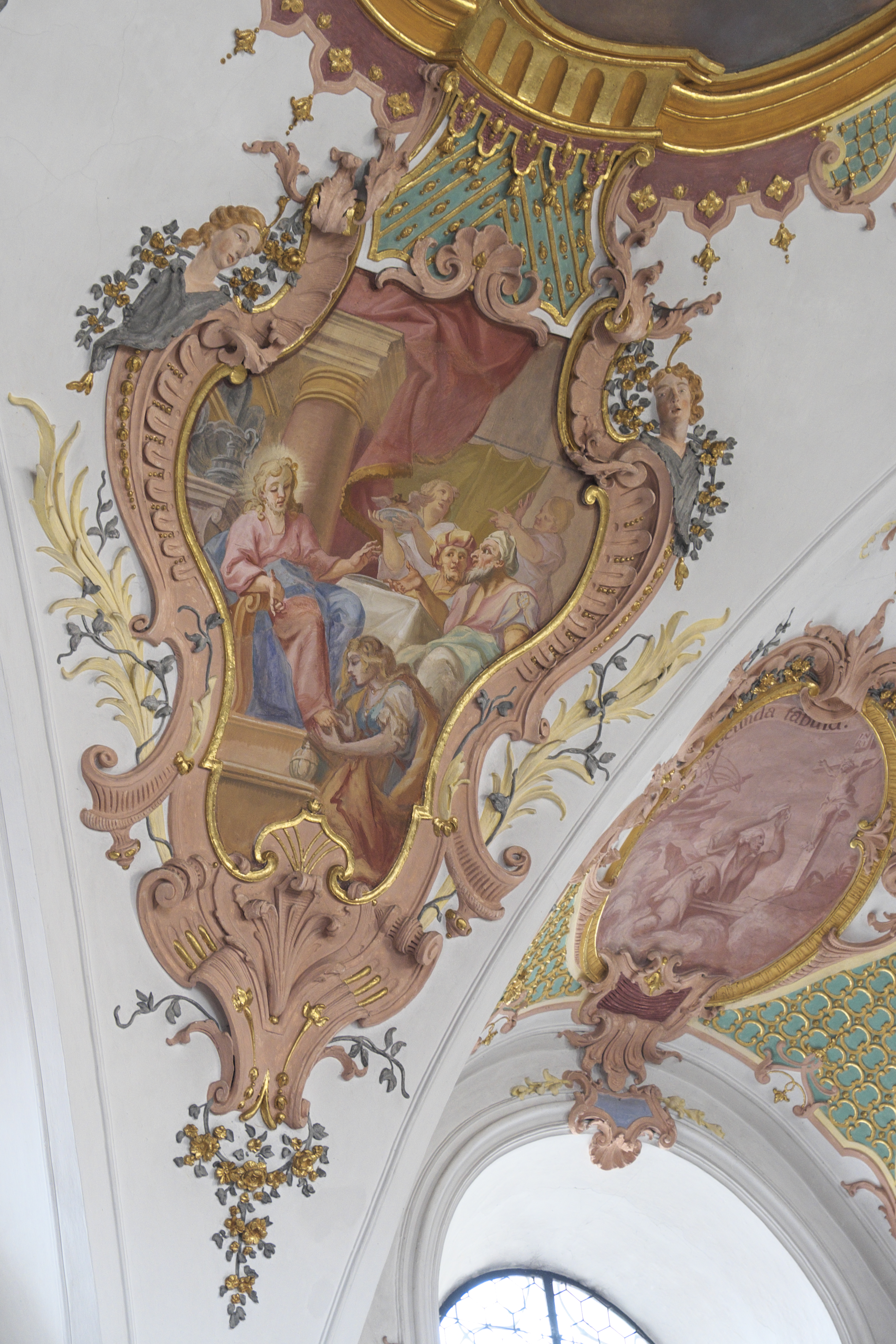
Maria Magdalena trocknet Jesus die Füße mit ihren Haaren
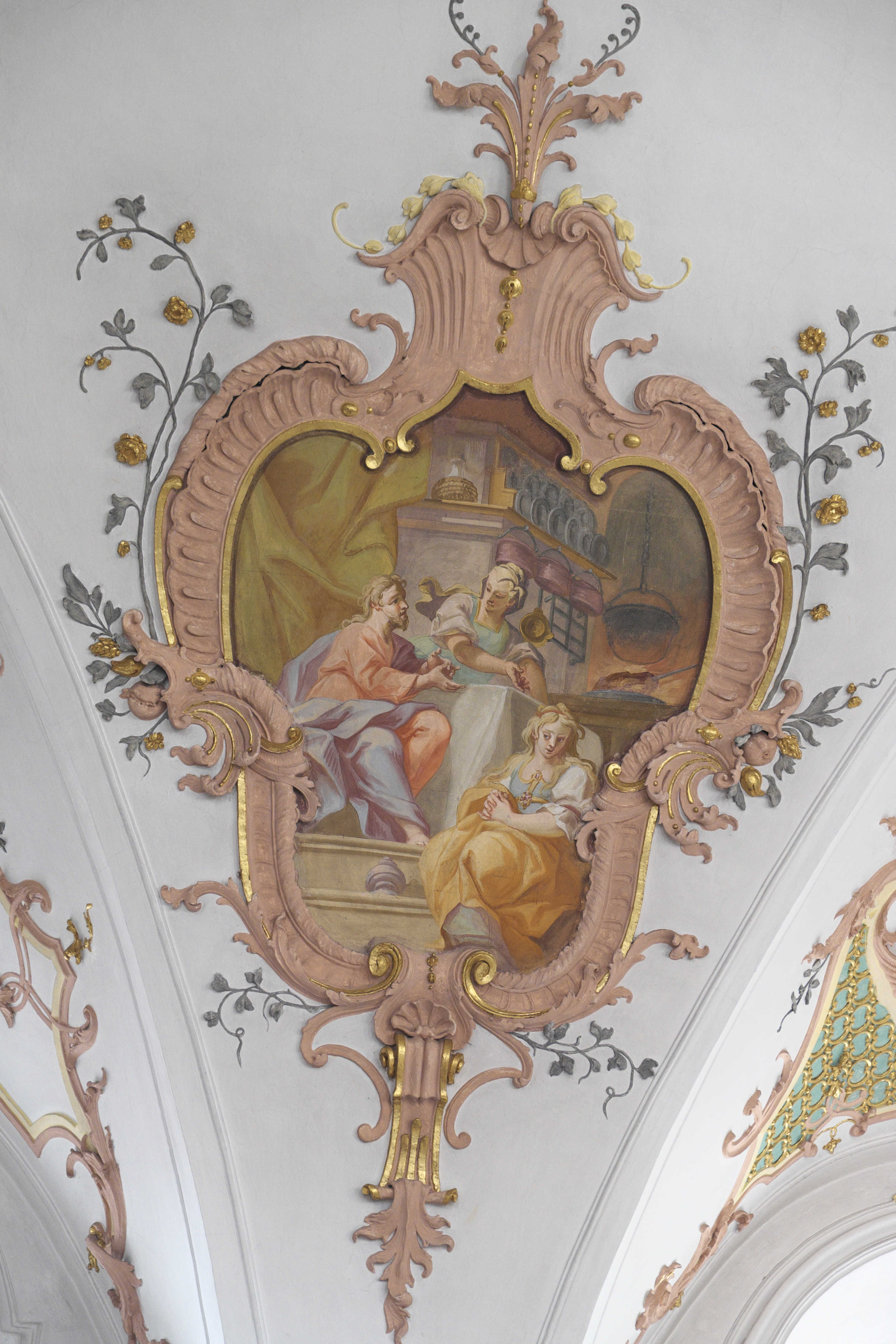
Jesus zu Gast bei Maria Magdalena und Martha
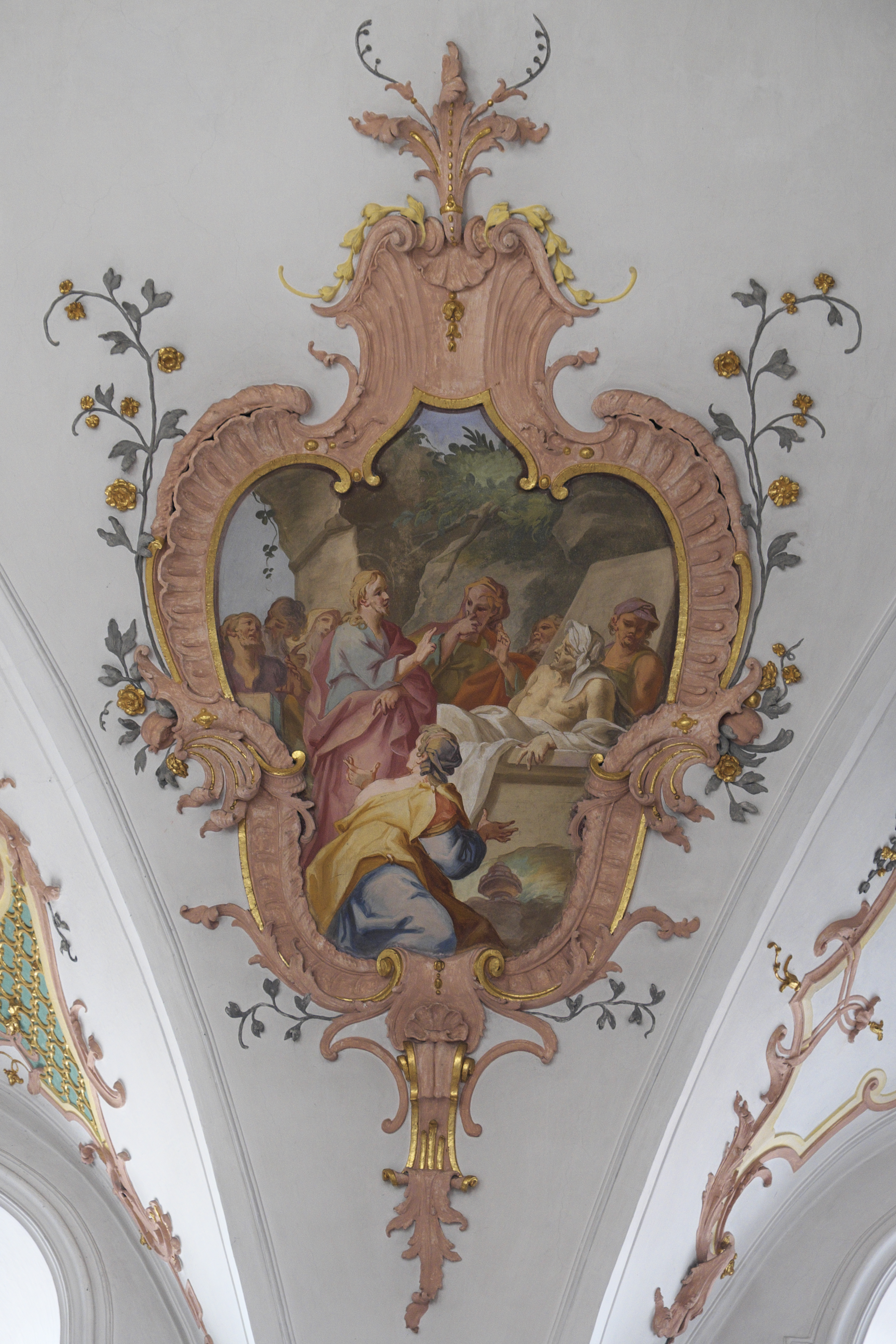
Auferweckung des Lazarus
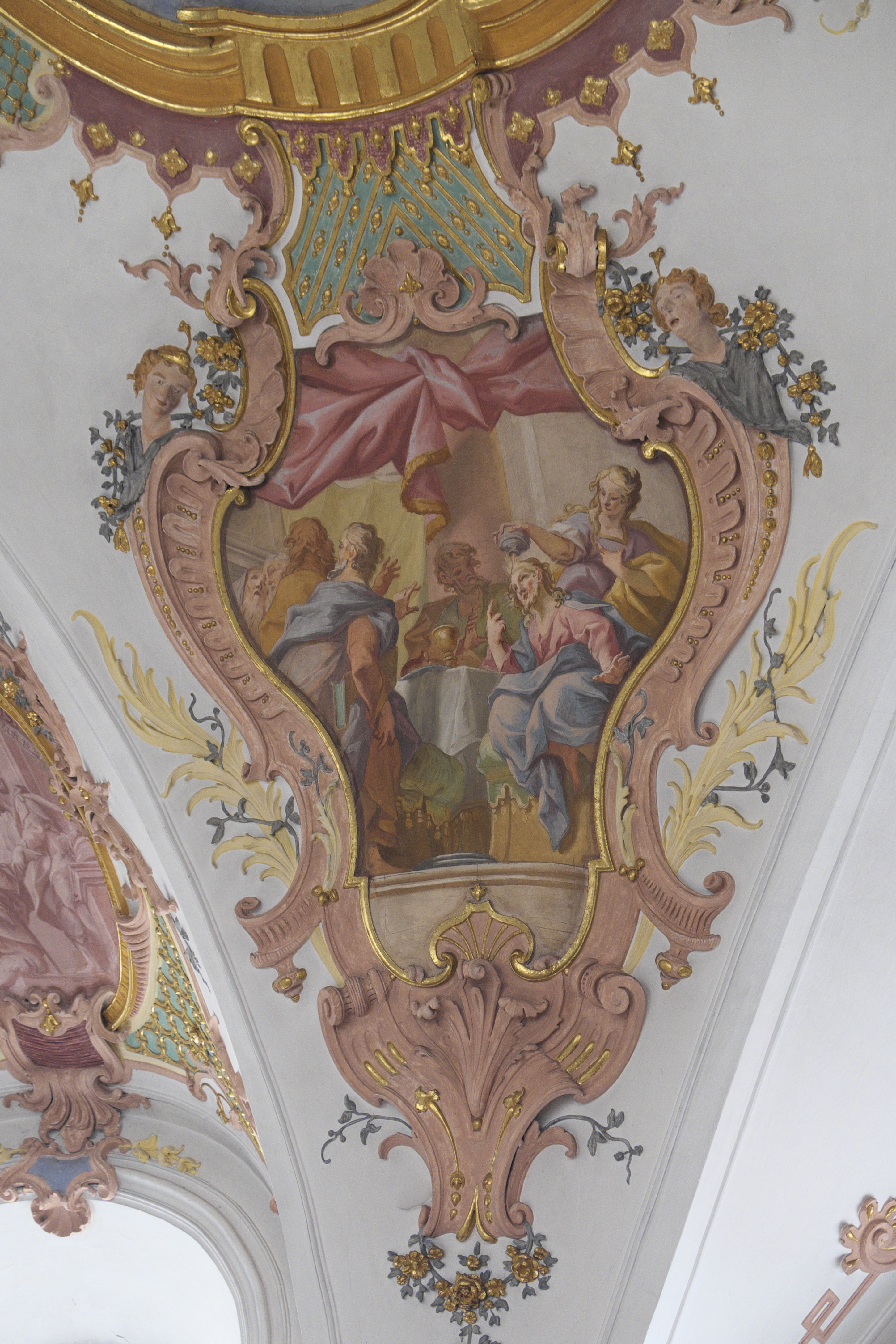
Maria Magdalena gießt Salböl auf das Haupt Jesu

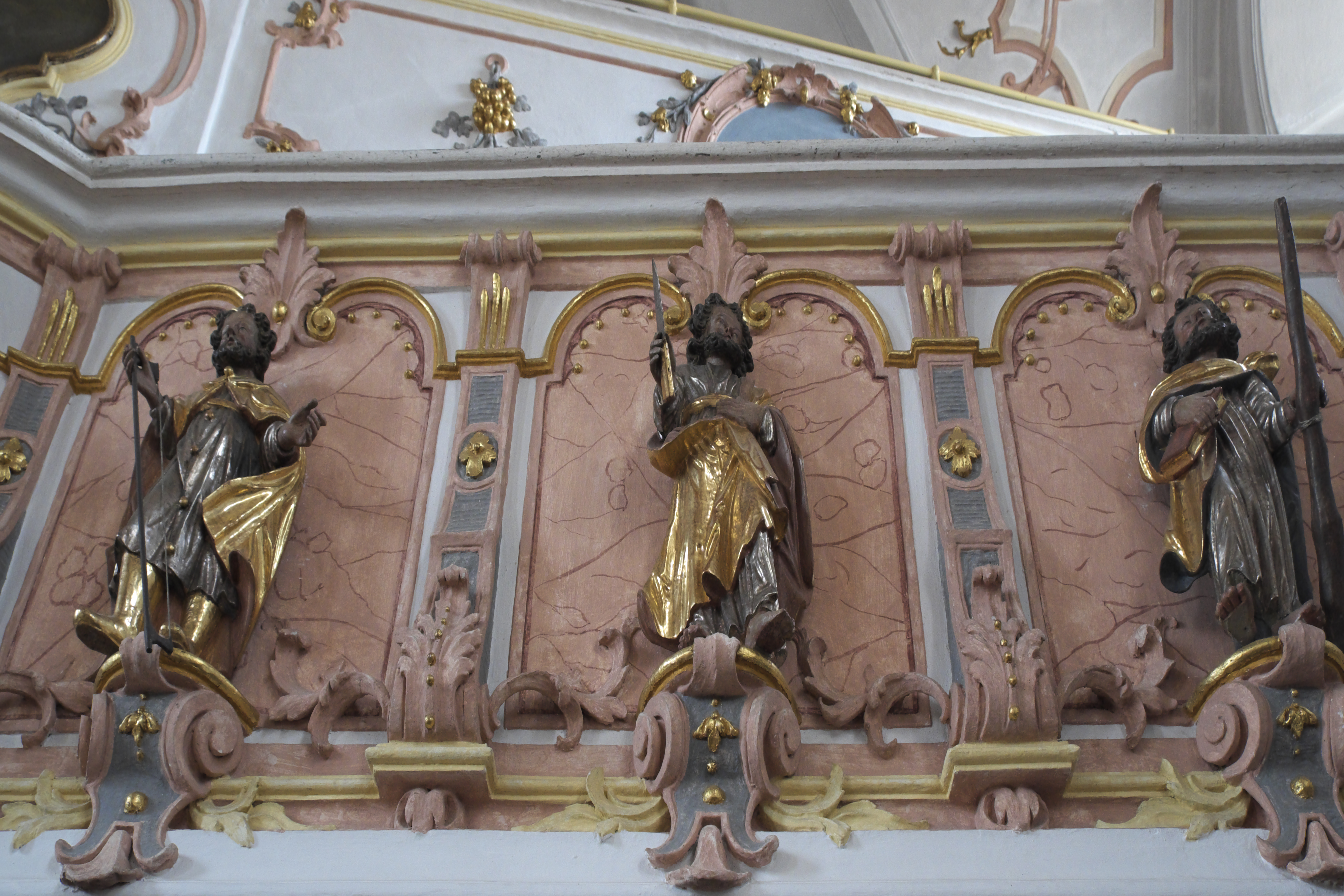
Apostelfiguren an der Emporenbrüstung

## Westempore
Die Doppelempore wurde im Zuge der Barockisierung der Kirche in der Zeit um 1690 eingebaut. Auf dem Ölbild an der oberen Brüstung wird die Überfahrt Magdalenas über das Meer dargestellt. Nach der Überlieferung der Legenda aurea soll Maria Magdalena mit ihren Geschwistern Martha und Lazarus und weiteren Begleitern in einem Schiff ausgesetzt worden und in Südfrankreich in Les Saintes-Maries-de-la-Mer in der Nähe von Marseille gestrandet sein.
Die untere Brüstung ist in 13 Felder geteilt, die von Stuckrahmen gefasst und mit Marmorimitationen bemalt sind. Vor den Feldern stehen kleine Figuren der zwölf Apostel und in der Mitte Jesus. Sie werden Heinrich Hagn (1642–1715) aus Weilheim zugeschrieben.

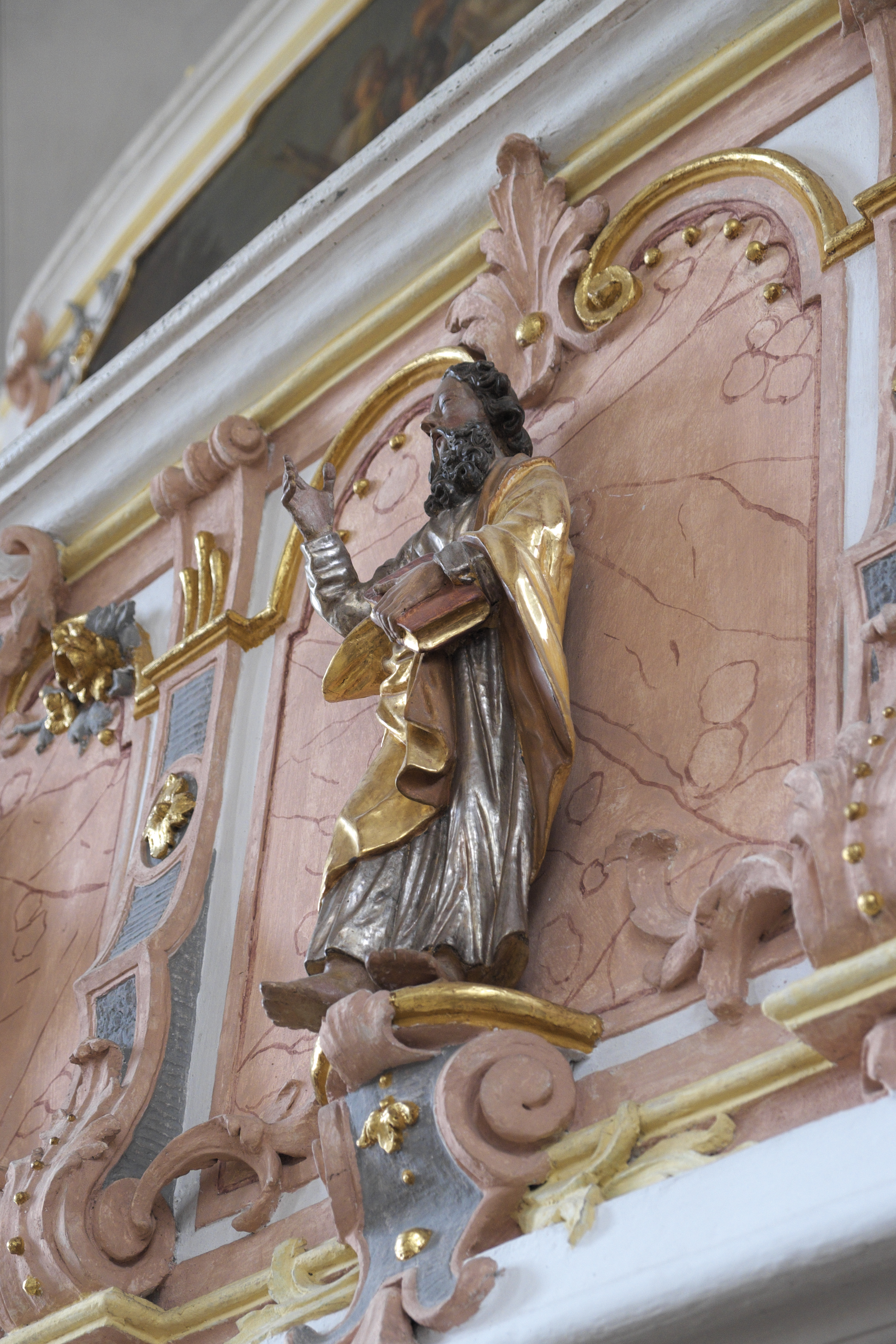
Jesus
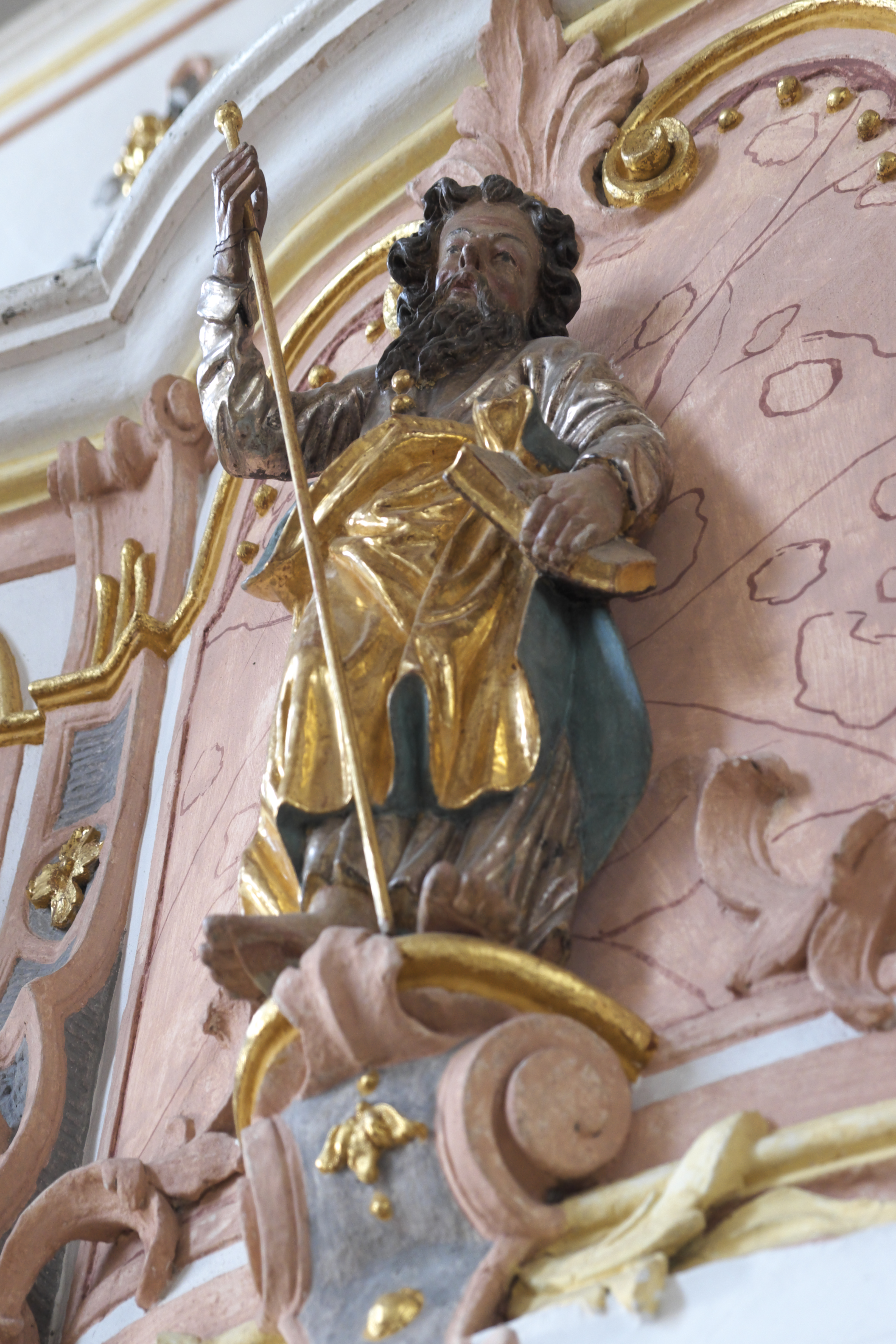
Apostel
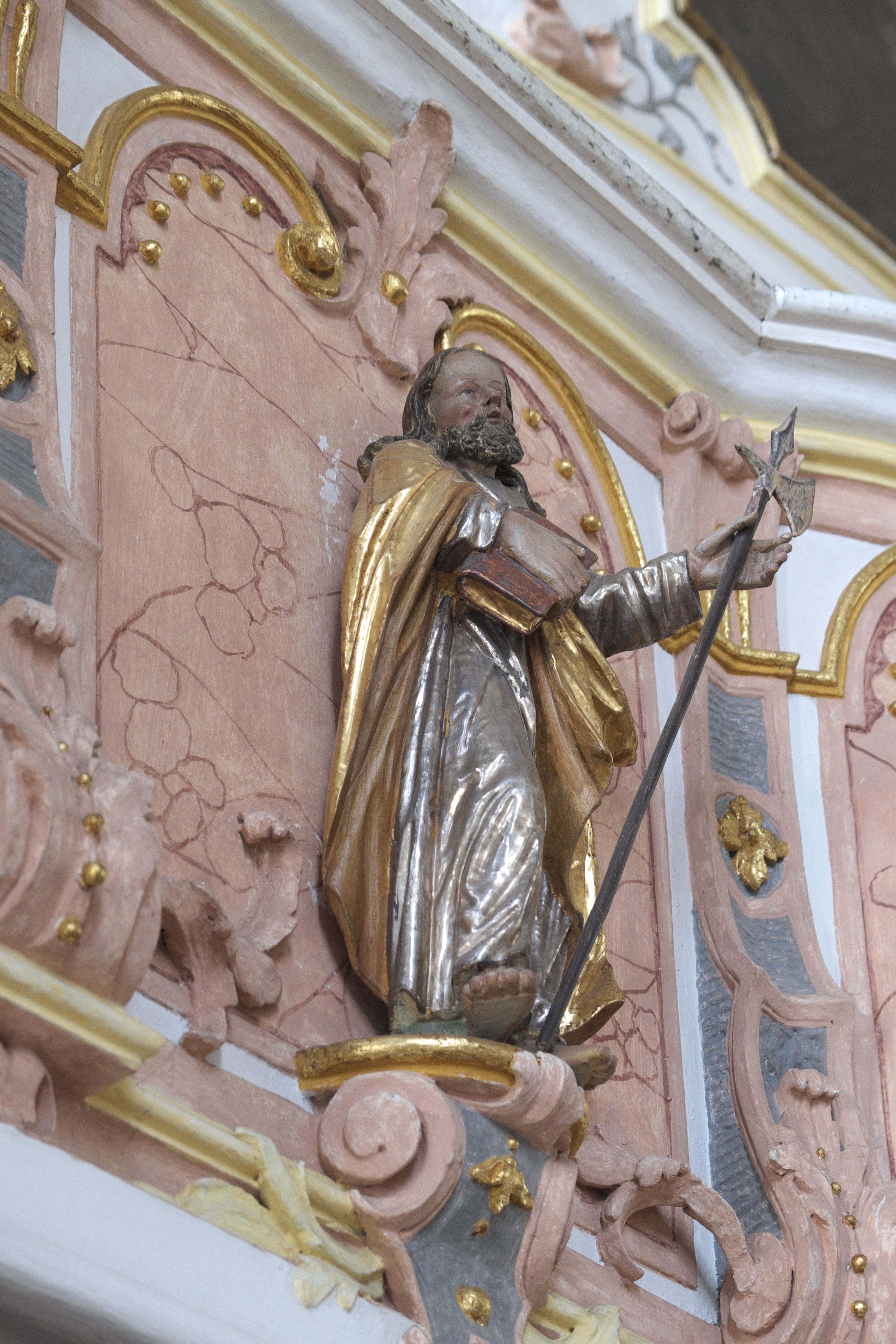
Apostel
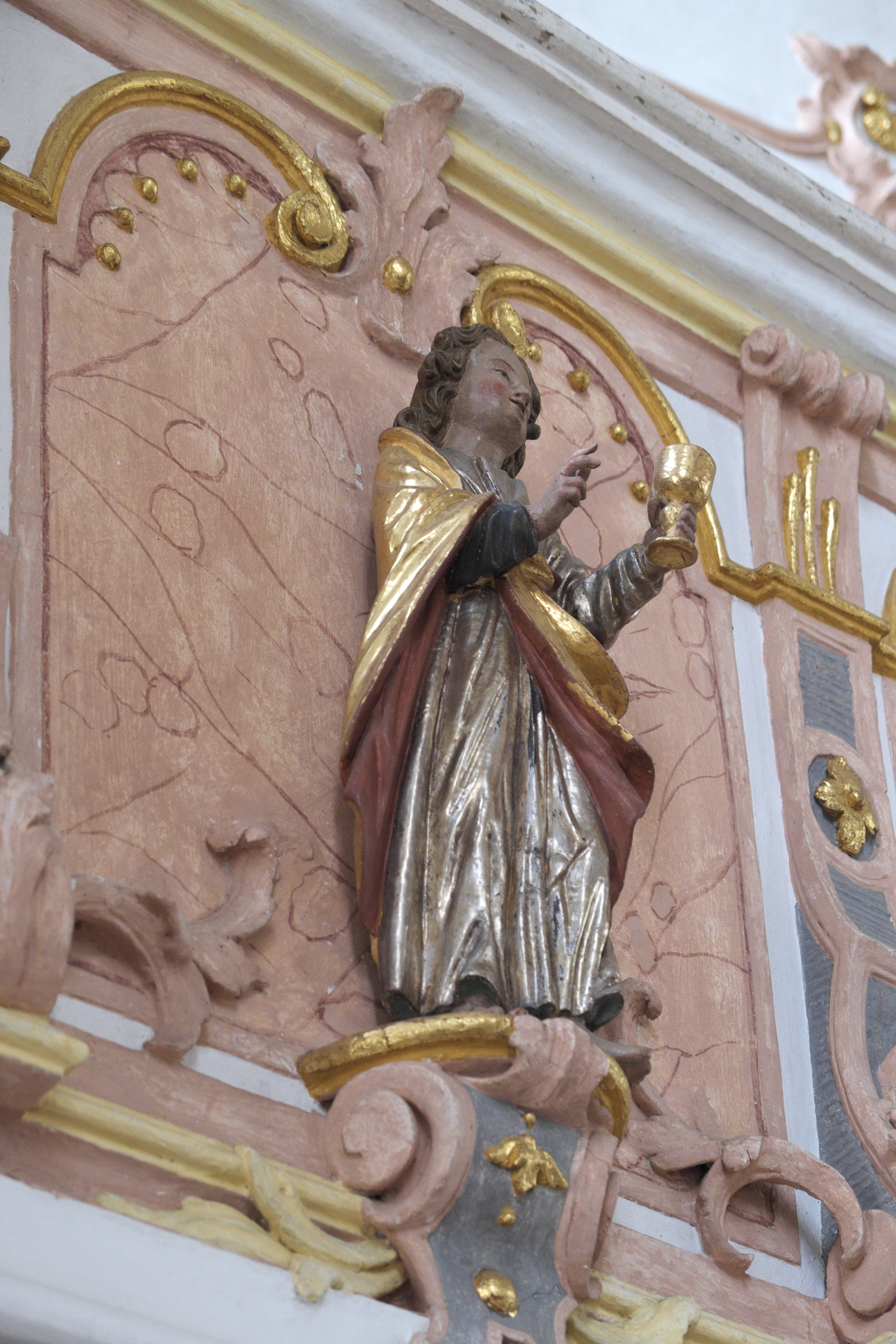
Johannes

## Ausstattung

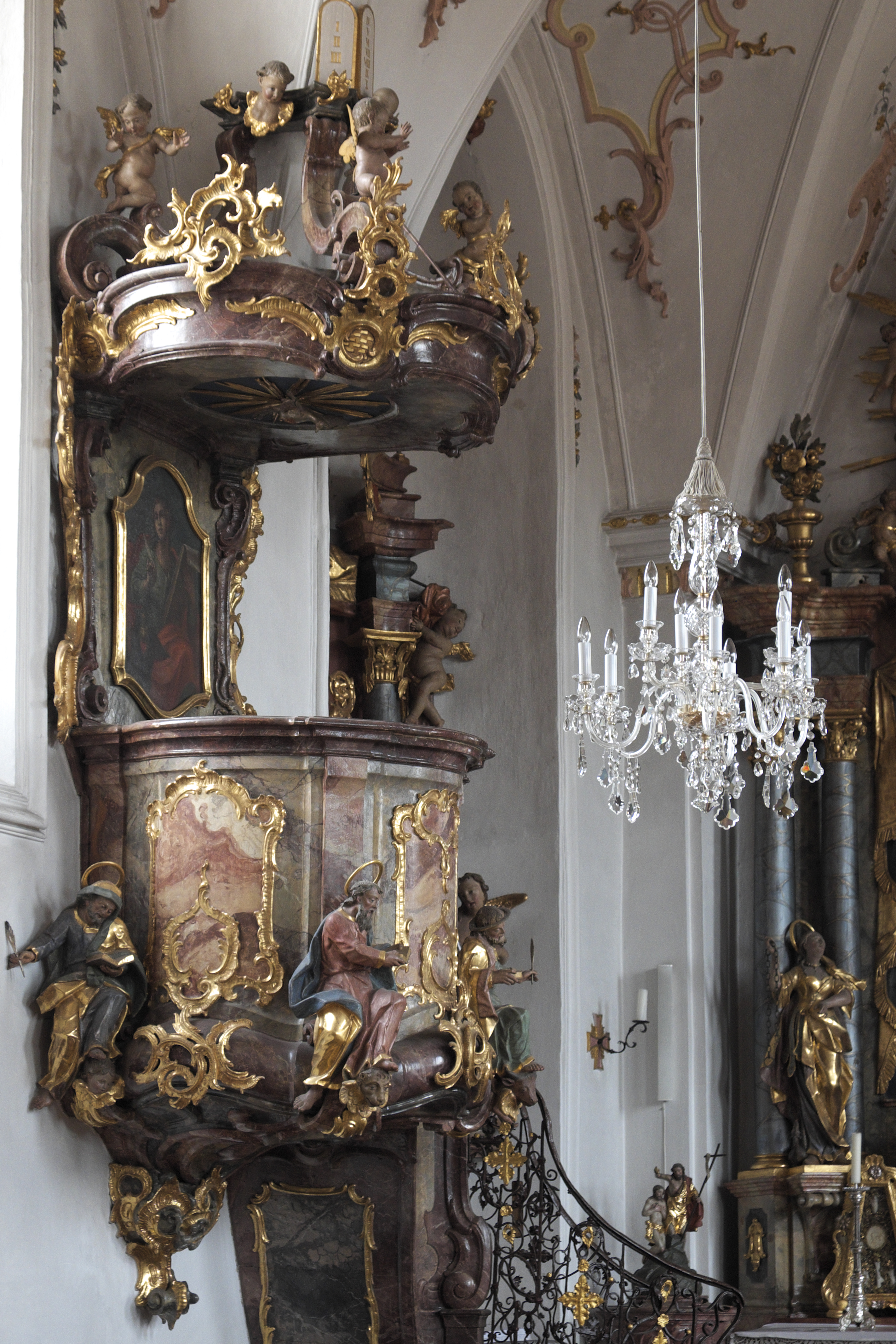
Kanzel

- Die Kanzel wurde 1774 im Stil des späten Rokoko von Maximilian Gruber geschaffen. Der Kanzelkorb ist mit den Schnitzfiguren der Evangelisten Markus, Lukas und Matthäus und ihren Symbolen von Franz Xaver Schmädl verziert. Der Evangelist Johannes ist auf dem Gemälde an der Kanzelrückwand dargestellt.
- Im Zentrum des sechssäuligen Hochaltars aus der Zeit um 1760 steht heute eine spätgotische Schmerzensmutter, die in den 1950er Jahren erworben wurde.
- Die Seitenaltäre stammen aus den Jahren 1730/40. Der linke Seitenaltar ist der Nebenpatronin der Kirche, der heiligen Maria Magdalena, gewidmet. Die seitlichen Figuren der heiligen Barbara und der heiligen Margareta wurden von Joseph Hagn (1686–1764), dem Sohn von Heinrich Hagn, geschaffen. Die ursprüngliche, aus Ungarn stammende Magdalenenfigur, ist heute durch eine barocke, in den 1950er Jahren erworbene Skulptur ersetzt. Die Skulpturen des heiligen Laurentius und des heiligen Antonius am rechten Seitenaltar, dem Sebastiansaltar, stammen ebenfalls von Joseph Hagn. Die lebensgroße Schnitzfigur des heiligen Sebastian wurde vermutlich bereits 1723 anlässlich der Gründung der Sebastiansbruderschaft bei Ehrgott Bernhard Bendl in Auftrag gegeben. Ein weiterer Altar, der Augustinusaltar, mit einer Figur des Heiligen und Schutzpatrons der Augustinerchorherren von Joseph Hagn ist in eine Nische an der Nordwand des Langhauses eingebaut.
- Die Pietà an der Südwand des Langhauses wird ebenfalls Joseph Hagn zugeschrieben.
- Die lebensgroße Darstellung Christi an der Geißelsäule an der Nordwand des Langhauses aus der Zeit um 1735 stammt aus der Werkstatt von Ignaz Hillenbrand.